# Христо Кючуков
Христо Кючуков е име дадено на Хюсеин Селим Кючук по време на "възродителния процес" в България. Той е немски езиковед и педагог, роден в България, според собственото му определение – немски ром, мюсюлманин.
Академик към Международната академия на науките по педагогическо образование (МАНПО), Москва, Русия.
От 2017 г. редовен професор по интеркултурно образование и психолингвистика към Силезийския университет, в гр. Катовице, Полша.
През 2023 е удостоен със званието "Почетен професор" на Шуменския университет. 
Международен консултант по психолингвистика към Академията на науките на Казахстан. 
Научните му интереси са свързани с проблемите на билингвизма, с образованието на ромските и турските деца в Европа, с детската реч, с психолингвистиката и социолингвистиката, с езиците в контакт, с ромския Холокост и антициганизма в Европа. Неговите лингвистични изследвания са върху ромския език, върху балканския турски, гагаузкия и татарския език в България, върху българския, словашкия и руския език.
Стипендиант на Шведския институт в Стокхолм, на Амстедамския университет, на Фондация „Про Хелветиа“ в Швейцария, на фондация „Отворено общество“ в Ню Йорк, на Българската комисия „Фулбрайт“ и на словашкото правителство.
Известен в Европа и в света активист за човешките, образователните и лингвистичните права на ромите, малцинствата и бежанците.

## Биография
Роден е на 19 юли 1962 г. в гр. Провадия, в мюсюлманско ромско семейство под името Хюсеин Селимов Кючуков, но по време на т. нар. „възродителен процес“ през 1982 г. е преименуван на Христо Славов Кючуков. По време на "възродителния процес" през 1984 г е вербуван за агент на Държавна сигурност.
Принадлежи към групата на ромите мюсюлмани (джамбази), чиито деди са търгували с коне. Майчиният му език е джамбазкият ромски диалект, който принадлежи към групата на влашките ромски диалекти. Прадядо му е бил участник в Балканската и в Първата световна война и е бил пленен в Сърбия, от където успява да избяга. Баба му и дядо му по време на Втората световна война са били използвани като ятаци на български партизани в провадийския край, а дядо му е бил и участник във Втората световна война, като войник в Българската армия. След 9. 09.1944 г. баба му и дядо му не са получили никакво признание за подпомагането на антифашисткото движение. Били са интернирани в провадийските села, където остават до средата на 1960-те години, след което отново се връщат да живеят в гр. Провадия.
През 1990 г. се дипломира като бакалавър по „Начална училищна педагогика и руски език“ във Висшия педагогически институт в Шумен, след което завършва две магистърски степени: по начална училищна педагогика (1991) и по психолингвистика (1992) в Софийския университет „Св. Климент Охридски“. Учи една учебна година лингвистика в университета в Стокхолм (1992 – 1993). През 1993 г. е приет за докторант и през 1995 г. защитава докторска дисертация по психолингвистика в Амстердамския университет, след което защитава докторска дисертация по педагогика (1998) и трета дисертация за степента „доктор на педагогическите науки“ (2002) в България. Избран е за професор по „Общо езикознание“ (психолингвистика) в университета „Матей Бела“ в гр. Банска Бистрица, Словакия (2016).
За периода от 1992 до 1996 г. работи като експерт по ромски език в българското просветно министерство, след което близо две години работи във фондация „Отворено общество“ в Будапеща (1998 – 1999). През 1995 г. в България основава Балканска Фондация за междукулурно образование и разбирателство „Дайвърсити“ и е Изпълнителен директор на фондацията, която работи до 2007, осъществявайки проекти на национално и европейско ниво, в областта на образованието на децата на малцинствата и в областта на езикознанието в България и Европа.
През учебната 1999 – 2000 е преподавател по „Интеркултурна комуникация“ и „Психолингвистика“ в университета в Сан Франциско, САЩ. За периода 1997 – 2009 в България преподава „Ромски език и култура“, „Психолингвистика“ и „Методика на обучението по български език в условия на билингвизъм“ към варненския Департамент за повишаване квалификацията на учителите, Старозагорския и Великотърновския университет. От 2008 до 2015 г. преподава „Ромски език“ в университетите „Константин Философ“ в Нитра и „Св. Елизабета“ в Братислава, Словакия.
През 2011 г. основава научната дисциплина „Балканска турска диалектология“ като гост-професор към Свободния университет в Берлин, Германия, където чете в продължение на три години лекции в Магистърската програма на Института по Туркология по „Турските диалекти на ромите мюсюлмани в Балканските страни“ и „Балканска турска социолингвистика“
От 2010 г. е гост – професор по дисциплините „Ромски език и култура“, „Психолингвистика“, „Образование на ромските деца в Европа“, „Интеркултурно образование“, "Обучение във втори език" към Колежа Белойт, Уисконсин, САЩ; Московския държавен педагогически университет, Русия; Магдебургския университет за социални науки, Германия; Силезийския Университет, в Катовице, Полша, Пловдивския университет в България, Университета в Бухара, Узбекистан.  През 2015 е гост-изследовател по „Психолингвистика“ към Изследователския институт по детска психология и патопсихология в Братислава, Словакия. През 2025 е гост професор към Педагогическия факултет  на Университета в Биалисток, който факултет е във Вилнюс, Литва и към Международния Азиатски Университет в Бухара, Узбекистан. 
През 2006 г. печели Фулбрайтовска стипендия и работи върху нови психолингвистични тестове с американската психолингвистка проф. д-р Джил де Вилиерс (Jill de Villiers) в Лабораторията по психолингвистика към Департамента по психология на Колежа „Смит“, в Нортхамптън, Масачузетс, САЩ. През периода 2006 – 2025 г. в сътрудничество с проф. д-р Джил де Вилиерс, създава първите психолингвистични тестове на ромски език в света и организира и първите международни психолингвистични изследвания с ромски деца в Европа и Азия на ромски език.
Активно сътрудничи с проф. д-р Уилям Ню (William New) от Колежа „Белойт“, САЩ в областта на образованието на ромските деца в Европа, с проф. дпн Оксана Ушакова от Руската академия за образование (РАО), Москва и с проф. д-р Валентина Яшина от Московския педагогически държавен университет (МГПУ), Москва, Русия в областта на детската реч и психолингвистиката.
За нововъведенията и изключителните научни постижения в областта на образованието и на психолингвистиката с ромски деца в Европа, през 2014 г. Х. Кючук е избран за академик на Международната академия на науките по педагогическо образование (МАНПО), Москва, Русия.
От 2015 г. работи и като детски психотерапевт и семеен консултант в Берлин, Германия.
Има издадени 39 монографии, осем от които на английски език. Има над 800 публикации. Автор е на билингвални детски книжки, някои от които са отпечатани и в САЩ.
Основател и главен редактор на списание „International Journal of Romani Language and Culture“ (2011 – 2013 г.). Основател и редактор на сериите „Roma", „Interculturalism and Intercultural education" и "Lincom Studies in Language Acquisition and Bilingualism“, „Turkish and Turkic languages and cultures“, "Lincom Studies in Romani  Linguistics", които се издават в Германия.
През 2018 г., заедно с проф. д-р Ян Ханкок и Орхан Галюш, основават ERAN (Eurаsian Romani Academic Network) - Евроазиатска ромска академична мрежа за учени с ромски етнически произход от Европа и Азия. От основаването на организацията Кючуков изпълнява функцията на Вице-президент.
През 2018 г. и 2024 е избран и за Вице-президент на световната „Циганска академична общност“ (Gypsy Lore Society).
За периода от 2000 до 2004 г. изпълнява функцията на Генерален секретар, а през 2020 г. е избран за Комисар на Комисията по ромски език, култура и образование към Международния ромски съюз (International Romani Union- IRU).
През 2020 г. основава Ромски изследователски център към Силезийския университет в гр. Катовице, Полша и е избран за негов Директор. 
От 2019 г. е немски гражданин. Живее в Берлин, Германия.

## Избрани публикации
Монографии
- Кючуков, Хр. и Касимова-Моасе, М. (2023) Ромската жена и Втората световна война. София: Парадигма

- Кючуков, Хр. (2022) Социокогнитивни фактори за ограмотяване на деца роми във втори език в условия на мултилингвизъм. София: Парадигма

- Кючуков, Хр. (2022) Българските роми и холокостът. В. Търново: Фабер

- Kyuchukov, H. (2022) Bulgarian Roma and the Holocaust. V. Tarnovo: Faber

- Кючуков, Хр. (2021) Въпреки всичко...

- Kyuchukov, H. (2020) Socio-cultural and linguistic aspects of Roma education. Katowice: Silesian University Press.

- Кючуков, Хр. и Солак, С. (2020) Насилствената смяна на имената на ромите мюсюлмани и турците в България

- Кючуков, Хр. (2019) Ранното усвояване на някои граматически категории в ромския език и когнитивното развитие на ромските деца
- Кючуков, Хр. (2019) Кратък социолингвистичен анализ на мечкадарски песни
- Кючуков, Хр. (2019) За Мефкюре Моллова и нейният принос за изследване на турските диалекти в България
- Кючуков, Хр. (2018) Предизвикателството
- Кючуков, Хр. (2010) Модели за образователна интеграция в малките населени места в България
- Кючуков, Хр. (2009) Когитивният подход в обучението по ромски език
- Кючуков, Хр. (2008) Обучението по български език в детската градина в условия на билингвизъм
- Кючуков, Хр. (2006) Десегрегация на ромските ученици
- Кючуков, Хр. (2004) Образователен статус на ромската жена
- Кючуков, Хр. (2004) Между традицията и образованието
- Кючуков, Хр. (2002) Писмената реч на български език на учениците роми в 3 – 5 клас
- Кючуков, Хр. (2001) Развитие на детския ромски и детския турски билингвизъм в България
- Кючуков, Хр. и Герганов, Е. (1999) Образователни нагласи на ромите в България
- Кючуков, Хр. (1999) Съвременни идеи и подходи за обучение по български език на деца билингви в двуезична среда
- Кючуков, Хр. (1998) Лингводидактически аспекти на ромския език
- Кючуков, Хр. (1997) Психолингвистични аспекти на ранния билингвизъм
- Кючуков, Хр. (1996) Етнолингводидактика
- Кючуков, Хр. и Златев, Й. (1996) Комуникативна компетентност на ромските деца на български език в класната стая
- Кючуков, Хр. (1994) Подготовка за ограмотяване в условия на билингвизъм

Научна редакция на сборници
- Gerganov, E., Kyuchukov, H., and Samko, M. (eds) (2022) Linguistics and Children's Langugae Development. Munich: Lincom

- Kyuchukov, H., Zahova, S., and Dumunica, I.  (eds) (2021) Romani History and culture. Munich: Lincom

- Kyuchukov, H. Ushakova, O. and Yashina, V. (eds) (2019) Acquisition of Russian as L1 and L2. Munich: Lincom
- Kyuchukov, Hr., Balvin, J. and Kwadrans, L. (eds) (2019) Life with Music and Pictures: Eva Davidova’s contribution to Roma Musicology and Ethnography. Munich: Lincom.
- Kyuchukov, H. and New, W. (eds.) (2017) Language of resistance: Ian Hancock’s contribution to Romani studies. Munich: Lincom
- Kyuchukov, H., Marushiakova, E. and Popov, V. (eds.)(2016) Roma: Past, Present, Future. Munich: Lincom Academic Publisher
- Kyuchukov, H. (ed.)(2016) New Trends in the Psychology of Language. Munich: Lincom Academic Publisher.
- Kyuchukov, H. (ed.) (2015) Acquision od Slavic languages. Munich: Lincom Academic Publisher
- Kyuchukov, H., Kwadrans, L. and Fizik, L. (eds) (2015) Romani Studies: contemporary trends. Munich: Lincom Academic Publisher
- Kyuchukov, H., Lewowicki, T. and Ogrodzka-Mazur, E. (eds) (2015) Intercultural education: concepts, practice, problems. Munich: Lincom Academic Publisher.
- Kyuchukov, H., Kaleja, M. and Samko, M. (eds) (2015) Linguistic, Cultural and Educational Issues of Roma. Munich: Lincom Academic Publisher.
- Selling, J., End, M., Kyuchukov, H., Laskar, P. and Templer, B. (eds) (2015). Antiziganism. What’s in a Word? Cambridge Scholars Publishing.
- Kyuchukov, H. and Rawashdeh, O. (eds) (2013) Roma Identity and Antigypsyism in Europe. Munich: Lincom Academic Publisher.
- Balvin, J., Kwadrans, L. and Kyuchukov, H. (eds) (2013) Roma in Visegrad Countries: History, Culture, Social Integration, Social work and Education. Wroclaw: Prom.
- Kyuchukov, H. and Artamonova, E. (eds) (2013) The educational and social sciences in the XXI century. Bratisalva: VSZaSV „Sv. Alzbeta“.
- Kyuchukov, H. (ed) (2012) New Faces of Antigypsysm in Modern Europe. Prague: Slovo 21
- Stoyanova, J. and Kyuchukov, H. (eds.) (2011) Psichologiya i Lingvistika/Psychology and Linguistics. Sofia: Prosveta.
- Kyuchukov, H. and Hancock, I. (eds) (2010) Roma Identity. Prague: Slovo 21.
- Kyuchukov, H. (ed.) (2009) A language without Borders… Endangerded Languages and Cultures. Uppsala: Uppsala University Press, vol. 5.
- Kyuchukov, H. (ed.) (2002) New Aspects of Roma Children Education. Sofia: Diversity Publications.
- Bakker, P. and Kyuchukov, H. (eds)(2000) What is the Romani language? Hertfordshire: Hertfordshire University Press.
- Matras, Y., Bakker, P. and Kyuchukov, H. (eds) (1997) The typology and dialectology of Romani language. Amsterdam: John Benjamins Publishng Company.

Учебници
- Кючуков, Хр. (2019) Лекции по интеркултурно обрзование
- Кючуков, Хр. (2018) Билингвизъм и ограмотяване на български език
- Кючуков, Хр (2018) Към ромския песенен фолклор
- Кючуков, Хр. (2007) Речта на ромските деца
- Кючуков, Хр. (2004) Методика на обучението по български език в началните класове в условия на билингвизъм
- Кючуков, Хр. (2003) Кратко описание на ромския език в България
- Здравкова, Ст. и Кючуков, Хр. (1999) Ограмотяване в условия на билингвизъм
- Кючуков, Хр. и Янакиев, М. (1996) О Romano Drom – Ромският път
- Кючуков, Хр, Янакиев, М. и Илиев, Д. (1995) Romani alfabeta – Ромска азбука
- Кючуков, Хр и колектив (1993) Romano ABC Lil – Ромски буквар

По-важни публикации за него
- Касимова-Моасе, М. (2023) Наука с човешко лице (акад. Христо Кючуков на 60 години). Шумен: Университетско издателство

- Димитрова, Б. (2022) Христо Кючуков - глобално и лично. Б. Търново: ИК "Знак"

## Обвинение в плагиатство
През 2004 г. Кючуков е обвинен в плагиатство от Биргит Игла и Петя Асенова. Те твърдят, че в учебника си „Кратко описание на ромския език в България“ Кючуков е преписал от дисертацията на Кирил Костов „Циганските диалекти в България“, писана през 1963 г. За разпространяване на клевети по негов адрес, включително и в писмен вид, Кючуков завежда дело срещу Биргит Игла и Петя Асенова през 2005 г.